# Valdaine
La Valdaine, ou bassin de Montélimar, est une région naturelle française correspondant à la plaine du Rhône moyen dans le département de la Drôme. Ses eaux, qui descendent du massif préalpin du Diois, s'écoulent vers l'ouest et sont principalement drainées par le Roubion et son affluent le Jabron.

## Région naturelle
Ce bassin constitue un vaste amphithéâtre qui s'ouvre à l'ouest sur la terrasse alluvionnaire de Montélimar et sur la vallée du Rhône. Il a une superficie de 300 km2 pour un diamètre d'une quinzaine de kilomètres.

## Noms de communes
Elle a donné son nom à Portes-en-Valdaine et Rochefort-en-Valdaine, toutes deux situées sur la bordure méridionale de la plaine. Par contre, la commune de Saint-Geoire-en-Valdaine, en Isère, à l'ouest du massif de la Grande-Chartreuse, ne fait pas partie de la Valdaine mais du Val d'Ainan.